# New Brighton Pier

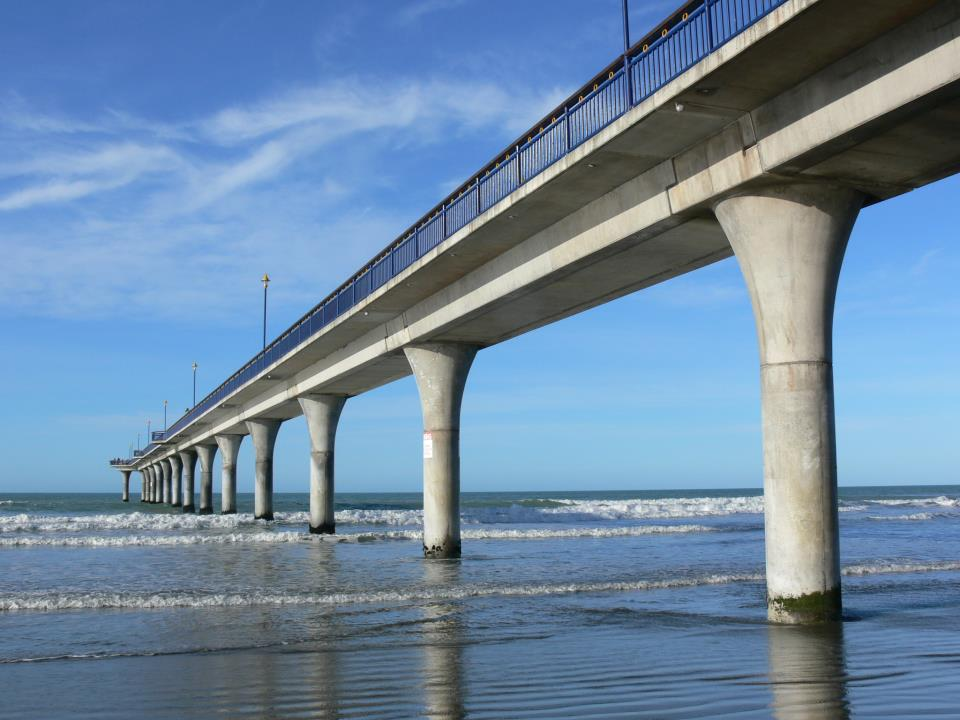
Den nuvarande New Brighton Pier.

Det har funnits två New Brighton Pier i New Brighton, i regionen Canterbury i Nya Zeeland.
Den första piren, tillverkad i trä, öppnades den 18 januari 1894 och revs den 12 oktober 1965.
Den nuvarande piren i betong öppnade den 1 november 1997. Det är en av storstaden Christchurchs kännemärken.

## Jordbävningar
Piren fick smärre skador vid jordbävningen i Christchurch i februari 2011, i något som kan betecknas som en av Nya Zeelands värsta katastrofer någonsin i fredstid. När staden drabbades av jordbävning också 2016 förvärrades skadorna, så att piren fick stängas och repareras. Reparationerna tog 16 månader och kostade 8,5 miljoner nyzeeländska dollar (NZD). Piren öppnade igen i juni 2018.

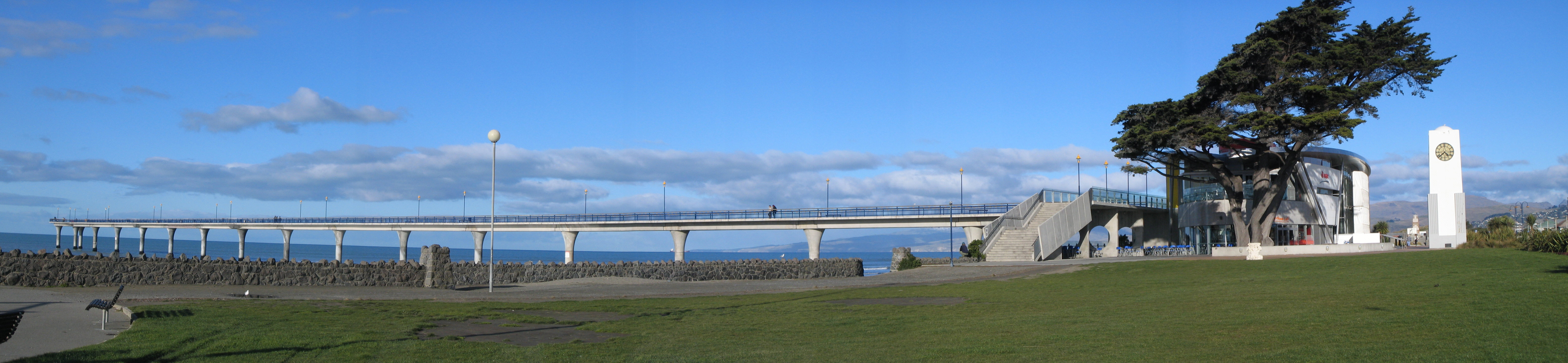
Panorama över den nya piren.